# Bhanubhakta

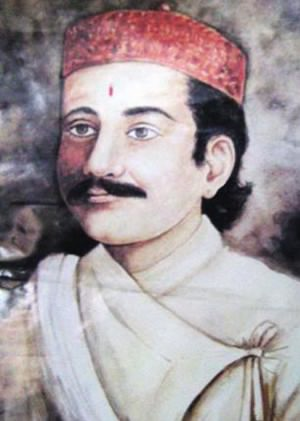
Bhanubhakta Acharya

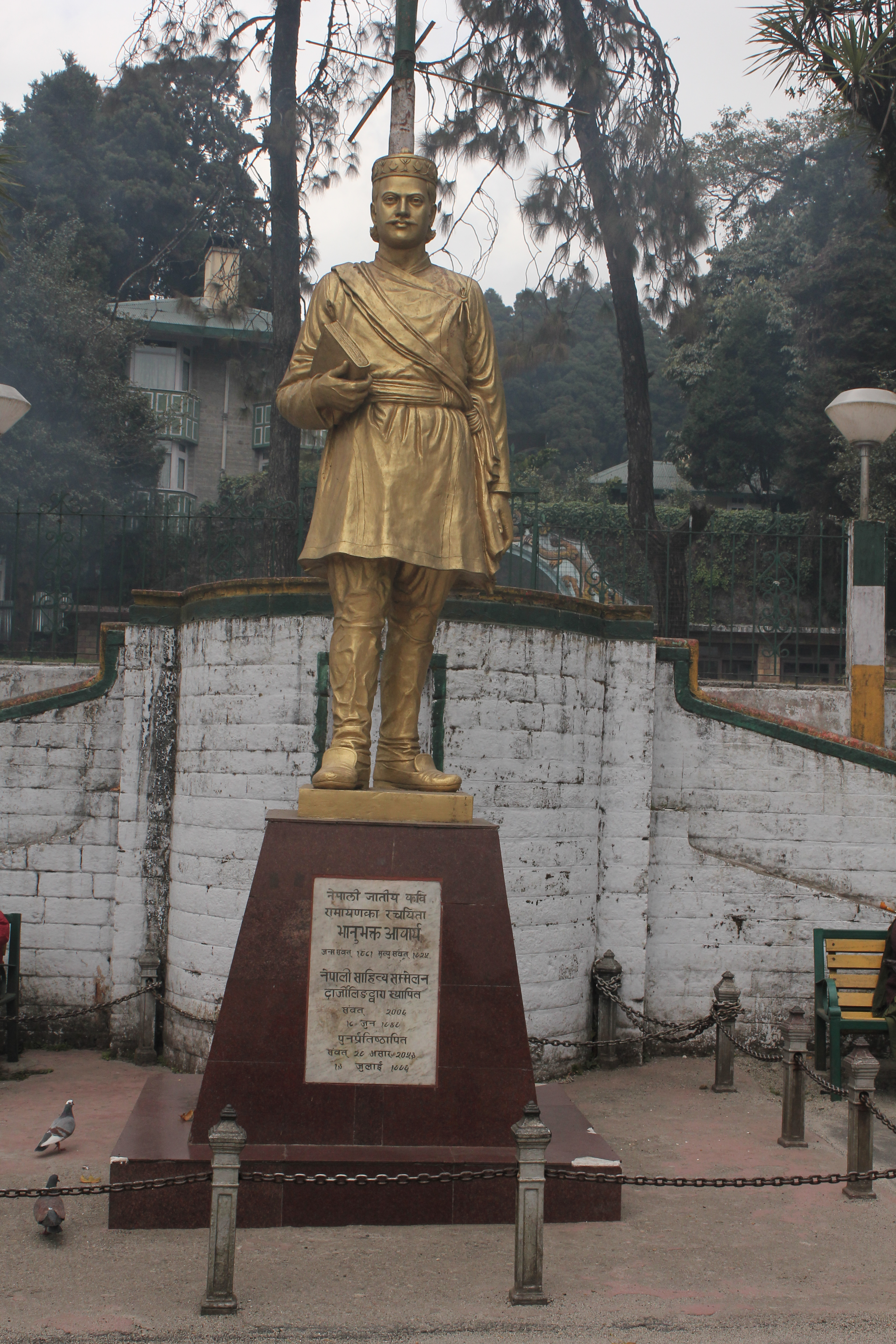
Statue von Bhanubhakta Acharya in Darjeeling

Bhanubhakta Acharya (geb. 1814; gest. 1868) war ein nepalesischer Dichter und Übersetzer, der insbesondere für seine Ramayana-Dichtung bekannt ist.

## Leben und Wirken
Bhanubhakta Acharya wurde in Chundi Ramgha im Distrikt Tanahu in Nepal geboren. Sein Großvater kümmerte sich um seine Ausbildung. Er übertrug das große indische Epos Rāmāyaṇa vom Sanskrit ins Nepali, die Khas-Sprache. Er gilt als der erste Dichter, der in Nepali schrieb. Dem Indologen Helmuth von Glasenapp zufolge sollen seine Werke in Nepal so beliebt sein wie die Schriften von Tulsidas in Hindustan. 

„Seine Dichtergabe soll durch das Zusammensein mit einem frommen Grasmäher geweckt worden sein, der ihn die Vergänglichkeit der Welt erkennen ließ und ihn zur Weltentsagung veranlaßte.“

## Werke
- Bhanubhakta ko Ramayana (in Nepali)
- Badhu Sikshya
- Bhakta Mala
- Prasnottar Mala